# In the Land of the Blind One-Eyed Is King
Albums de Mika Vainio
Kajo
(2000) Kantamoinen
(2005)
In the Land of the Blind One-Eyed Is King (en finnois: Sokeiden Maassa Yksisilmäinen On Kuningas) est le septième album solo du créateur finlandais de musique électronique Mika Vainio. Il est sorti en 2003 sur le label Touch, faisant suite à Kajo. C'est la troisième publication de Vainio sur ce label.

## Production
Selon la notice accompagnant le CD, les 9 morceaux composant cet album ont été enregistrés en 2002 à Barcelone et à Berlin. En 2003, Vainio déménage son studio de Barcelone (où il séjournait depuis cinq ans) à Berlin. La couverture montre un paysage urbain au crépuscule. La graphisme de la pochette comporte des photographies de Jon Wozencroft, Lada Periniva et Mika Vainio.

## Accueil critique
Selon la critique du site Tiny Mix Tapes, la qualité de l'album provient de l'aptitude de Vainio à donner vie à des sonorités inorganiques. Michael Heumann, dans Stylus Magazine, déclare que Vainio a composé, à partir de ses sources sonores élémentaires, neuf délicates "gemmes musicales". Andy Beta, dans Pitchfork, relève la fluctuation entre les extrêmes, les moments atmosphériques et bruitistes.

## Liste des morceaux
1. Revi Täällä, Merimies / Sunder Here, Sailor – 1:10
2. Se On Olemassa / It Is Existing – 8:30
3. Ahriman – 4:35
4. Hän Oli ääni Joskus / He Was A Sound Sometimes – 9:50
5. Kasvien Väri / Colour Of Plants – 6:53
6. Kadut / Streets – 1:07
7. Motelli / Motel – 3:23
8. Lumisokea / Snowblind – 6:30
9. Kauemmas, Ylemmäs! / Further, Higher! – 1:59